# 岞山镇
岞山镇位于昌邑南部，总面积51.5平方公里，耕地5.3万亩，辖39个行政村，总人口35,280人。 
岞山镇交通便利，胶济铁路、下小公路横穿其中。胶济铁路岞山站是昌邑最重要的货运站。
岞山镇土地肥沃，农业基础条件优越。主要农作物有小麦、玉米、花生、瓜、菜等。中华寿桃、甜柿、苹果、下湾西瓜等在省内享有盛名。
昌邑第二中学坐落在岞山镇。